# Džambudvipa
Džambudvipa (Jambūdvipa') je sanskrtki izraz, ki pomeni celina.
V hinduizmu pomeni džambudvipa krožno, osrednjo celino v Bhurloki. S šestimi vzporednimi gorskimi grebeni je celina razdeljena v sedem vzporednih območij imenovanih varše. Osrenje območje pa dve pogorji delita še na dodatne tri pokrajine, tako da je celotna džambudvipa razdeljena na devet pokrajin, od katerih najjužnejša nosi ime Bharata - varša.